# Beriev A-40
Beriev A-40 Albatros (còn gọi là Be-42, tên mã NATO: Mermaid (có nghĩa là Nàng tiên cá) là một loại tàu bay lưỡng cư động cơ phản lực, do Công ty máy bay Beriev thiết kế dành cho nhiệm vụ chống tàu ngầm. Dự định sẽ thay thế cho loại Beriev Be-12 và Ilyushin Il-38, đề án đã bị hủy bỏ ngay sau khi một mẫu thử được chế tạo hoàn thiện 70%, do Liên Xô sụp đổ.

## Biến thể
A-40
A-40M
A-40P
A-40PM (còn gọi là Be-40P)
Be-40PT
A-42 (còn gọi là Be-42) 
A-44
A-42PE

## Tính năng kỹ chiến thuật (A-40)
Dữ liệu lấy từ Beriev's Jet Flying Boats
Đặc điểm tổng quát
- Tổ lái: 8
- Chiều dài: 43,84 m (143 ft 10in)
- Sải cánh: 41,62 m (136 ft 6 in)
- Chiều cao: 11 m (36 ft 1 in)
- Diện tích cánh: 200 sq m (2.153 sq ft)
- Trọng lượng cất cánh tối đa: 86.000 kg (189.630 lb)
- Động cơ: 2 × Soloviev D-30KPV kiểu turbofan, 117.7 kN (26.455 lbf) mỗi chiếc
- Động cơ hỗ trợ cất cánh: 2x Kolesov RD36-35 kiểu turbojet, 23 kN (5,180 lbf) mỗi động cơ

 Hiệu suất bay 
- Vận tốc cực đại: 800 km/h (497 mph)
- Tầm bay: 4.100 km[6] (2.212 hải lý, 2.547 mi) với tải trọng tối đa
- Trần bay: 9.700 m[6] (31.825 ft)
- Vận tốc leo cao: 30 m/s[6] (5.900 ft/phút)

- Chiều dài đường băng cất cánh (đất liền): 1.000 m (3.280 ft)
- Chiều dài đường băng cất cánh (mặt nước): 2.000 m (6.560 ft)
- Chiều dài đường băng hạ cánh (đất liền): 700 m (2.300 ft)
- Chiều dài đường băng hạ cánh (mặt nước): 900 m (2.950 ft)
- Chiều cao sóng cực đại: 2 m (6,5 ft)

Trang bị vũ khí

Vũ khí đề xuất:
- (Bản chống ngầm A-40P, khoang bom trong thân)
  - Sonobuoy, bom chìm, mìn, cộng;
  - 3 Ngư lôi Orlan (đại bằng biển) hoặc
  - 6 tên lửa điều khiển Korshun (Diều)
- (Bản chống ngầm A-40P, giá treo dưới cánh)
  - Kh-35